# Doba kuge
Doba kuge (Crna Smrt ili Crna kuga) naziv je za period jedne od najrazoritijih pandemija u povijesti čovječanstva. Započevši u jugozapadnoj Aziji proširila se u Europu kasnih 1340-ih kada je došlo do vrhunca pandemija i gdje je (mnogo kasnije, u 18. st) i dobila ime Crna Smrt (lat. mors atra). Konačan broj smrti koje je ta pandemija izazvala diljem svijeta procjenjuje se na oko 75 milijuna ljudi, odnosno oko polovice tadašnjeg stanovništva Europe. Naravno, demografski gubici ove pandemije nisu svuda bili jednaki jer je bolest odnosila više života u zajednicama s većim protokom ljudi i robe. Nakon 1353. zabilježeno je slabljenje i povlačenje pandemije.
Vjeruje se da se ista bolest vraćala u Europu svake generacije s različitim stupnjevima intenziteta i smrtonosnosti sve do 1700-ih. Značajnija daljnja izbijanja uključuju Talijansku kugu (1629. – 1631.), Veliku londonsku kugu (1665. – 1666.), Veliku bečku kugu (1679.), Veliku marseillsku kugu (1720. – 1722.) i 1771. kugu u Moskvi. Porijeklo bolesti je kontroverzno, no njezin se smrtonosni oblik povukao iz Europe u 18. stoljeću.
Doba kuge imalo je drastičan utjecaj na europsku populaciju, nepovratno izmijenivši socijalnu strukturu Europe. Također je pogodilo i Katoličku Crkvu, koja je kao nadmoćna vjerska institucija bila u prevlasti u to doba, što je rezultiralo progonom manjina kao što su bili Židovi, Muslimani, stranci, prosjaci i gubavci. Stalna životna opasnost često je ljude dovodila do ludila, tjerajući ih da žive za trenutak, kao što je Giovanni Boccaccio ilustrirao u Dekameronu (1353.).
Prvobitan događaj četrnaestog stoljeća nazvan je 'Velika Smrt' sa strane pisaca koji su bili suvremenici tog doba, a kasnije je postao poznat pod nazivom 'Crna smrt'. Popularno se smatralo da je naziv potekao od pogađajućeg simptoma bolesti (akralne nekroze) pri kojem je koža bolesnika pocrnila zbog podkožnog krvarenja. Ipak, naziv se odnosio na figurativno značenje crnog (mračno, turobno, užasno).
Zbog toga što su bolest karakterizirali buboni (povećani limfni čvorovi), kao i u Azijskoj bubonskoj kugi u kasnom 19. stoljeću, znanstvenici i povjesničari na početku 20. stoljeća pretpostavljali su da je to ista bolest koju uzrokuje bacil Yersinia pestis a prenose insekti uz pomoć životinja poput crnog štakora (Rattus rattus). Ipak, ta je tvrdnja postala upitna nakon što se saznalo da su buboni prisutni kod mnogih drugih bolesti.